# 6-та армія ВПС і ППО
6-та армія ВПС і ППО — одна з армій повітряно-космічних сил ЗС Росії. 6-та армія зосереджує повітряні та протиповітряні сили Західного військового округу. Командування розміщене у Воронежі.

## Історія
1 серпня 2015 року 1-е Червонопрапорне командування сил ВПС і ППО переформатовано на 6-у Ленінградську Червонопрапорну армію ВПС і ППО Західного військового округу.

## Склад
У дивізіях ППО 7 зрп з 19 дивізіонів: 2 С-400, 2 С-300В, 2 С-300пм, 12 С-300ПС, 1 Бук.
- 2-га дивізія ППО (комплекси С-300пм) — Хвойний. У дивізії 5 зенітних ракетних полків, в полках 14 дивізіонів С-300, 2 дивізіони С-300В, 1 дивізіон «Бук-М1». Командир — полковник, з 13 грудня 2011 генерал-майор Кузнєцов Віктор Олексійович
  - 488-й зенітний ракетний Червонопрапорний полк (в/ч 03216, 188841, Зеленогорськ). У полку 4 дивізіони С-300ПС;
  - 500-й гвардійський зенітний ракетний Ленінградський Червонопрапорний, орденів Суворова і Кутузова полк (в/ч 90450, 188528, Гостилиці). У полку 4 дивізіони С-300пм;
  - 1489-й гвардійський зенітний ракетний Річицько-Бранденбурзький Червонопрапорний, орденів Суворова і Кутузова полк (в/ч 28036, 188674, Ваганово). У полку 2 дивізіони С-300ПС;
  - 1490-й гвардійський зенітний ракетний Київсько-Лодзький Червонопрапорний, орденів Кутузова та Богдана Хмельницького полк (в/ч 28037, 187020, Ульяновка); У полку 4 дивізіони С-300ПС;
  - 1544-й зенітний ракетний полк (Владимирський Лагер). У полку 1 дивізіон Бук-М1, 2 дивізіони С-300В;
  - 333-й радіотехнічний полк (в/ч 17646, 198327, Хвойний);
  - 334-й радіотехнічний Червонопрапорний полк (в/ч 96848, 185031, Петрозаводськ);
- 32-га дивізія протиповітряної оборони; в/ч 40963; Ржев;[1]
  - 42-й зенітний ракетний полк (в/ч 45813; Новгородська область с. Іжиці); 1 дивізіон з 9 ПУ С-300ПС;
  - 108-й зенітний ракетний полк (в/ч 51025; Шилово); 1 дивізіон з 9 ПУ С-300ПС;
  - 335-й радіотехнічний полк (в/ч 18401, Ярославль);
  - 336-й радіотехнічний полк (в/ч 03013, Орел);
  - 337-й радіотехнічний полк (в/ч 51952, Ржев);[1]
- 105-та змішана авіаційна Борисово-Померанська двічі Червонопрапорна, ордена Суворова дивізія:
  - 14-й гвардійський винищувальний авіаційний Ленінградський Червонопрапорний, ордена Суворова полк (аеродром Халіно) — МіГ-29СМТ, МіГ-29УБТ;
  - 47-й окремий змішаний авіаційний полк (аеродром Балтімор) — Су-24МР, Су-34, Ан-30;
  - 790-й винищувальний авіаційний ордена Кутузова полк (аеродром Хотилове) — МіГ-31ДЗ, МіГ-31БМ, МіГ-31БСМ, Су-27П, Су-27УБ;
- 33-й окремий транспортний змішаний авіаційний полк (Ан-12, Ан-26, Ан-30, Ан-72, Ту-134, Мі-8, Л-410) (Левашово у Санкт-Петербурзі); до складу 33 отзап входять авіаційні комендатури Громово, Мирний, Талаги Архангельської області;[1]
- У Білорусі: авіаланка — авіабаза Барановичі — Су-27П (відряджені з аеродрому Бесовець).
- 15-та бригада армійської авіації: Острів, вертольоти 12 Мі-28, 16 Мі-8, 16 Мі-24/35, 4 Мі-26 16 Ка-52.
- 332-й окремий гвардійський вертолітний полк, в/ч 12633 (аеродром Пушкін). вертольоти: 12 Мі-28Н, 10 Мі-35М, 12 Мі-8МТВ-5.
- 440-й окремий вертолітний полк: Вязьма, вертольоти Мі-24, Мі-8.
- 4-та окрема розвідувальна авіаційна ескадрилья (аеродром Шаталово) — Су-24МР, Ан-30;[2][3]
- 549-та авіабаза армійської авіації: Левашово, вертольоти Мі-28, Мі-8.
- 800-та змішана авіаційна Червонопрапорна база (2 розряду): Чкаловський, Московська область, літаки Іл-76, Іл-78, Ан-12, Ан-24, Ан-26, Ан-72, Іл-18, Іл-20, Іл-22, Ан-140-100, вертольоти Мі-8.
- 83-й окремий полк зв'язку (ОПЗ);
- 565-й центр обслуговування (ЦО);
- 15-й авіаційний технічний склад (АТС);
- 143-й авіаційний технічний склад (АТС);
- 99-та комендатура охорони та обслуговування (КОО).

## Озброєння
На 2016 рік 6-та армія мала:
- 146 бойові літаки (35 бомбардувальників, 24 багатоцільові винищувачі, 64 винищувачі, 12 розвідників, 11 навчально-бойових винищувачів);
- 45 транспортні й спеціальні літаки;
- 164 вертольоти (82 ударних, 82 транспортних і спеціальних);
- 191 ПУ і ПЗУ ЗРК / ЗРПК.[1]